# Wendy Makkena
Wendy Rosenberg Makkena (New York, 4 ottobre 1958) è un'attrice statunitense.
È conosciuta per aver interpretato Suor Maria Roberta nel film Sister Act - Una svitata in abito da suora (1992) e  nel sequel Sister Act 2 - Più svitata che mai (1993).

## Biografia e carriera
La sua principale attività nel mondo del cinema è quella di interprete e tra i lavori più famosi si possono citare la partecipazione nel film State of Play (2009) di Kevin Macdonald, dove ha interpretato Greer Thornton. 
Ha inoltre lavorato con Bill Duke per la realizzazione del film Sister Act - Una svitata in abito da suora (1992) e del sequel Sister Act 2 - Più svitata che mai (1993), dove ha recitato nella parte di Suor Maria Roberta.

## Filmografia

### Cinema
- Otto uomini fuori (Eight Men Out), regia di John Sayles (1988)
- Sister Act - Una svitata in abito da suora (Sister Act), regia di Emile Ardolino (1992)
- Sister Act 2 - Più svitata che mai (Sister Act 2: Back in the Habit), regia di Bill Duke (1993)
- Vacanze a modo nostro (Camp Nowhere), regia di Jonathan Prince (1994)
- Air Bud - Campione a quattro zampe (Air Bud), regia di Charles Martin Smith (1997)
- State of Play, regia di Kevin Macdonald (2009)
- La scoperta (The Discovery), regia di Charlie McDowell (2017)
- The Tomorrow Man, regia di Noble Jones (2019)
- Un amico straordinario (A Beautiful Day in the Neighborhood), regia di Marielle Heller (2019)

### Televisione
- Law & Order - I due volti della giustizia (Law & Order) – serie TV, episodio 1x13 (1991-2002)
- NYPD - New York Police Department (NYPD Blue) – serie TV, 3 episodi (1994)
- Il tocco di un angelo (Touched by an Angel) – serie TV, episodio 1x06 (1994)
- Costretta al silenzio (Serving in Silence: The Margarethe Cammermeyer Story), regia di Jeff Bleckner – film TV (1995)
- Marito e bugiardo (Lies He Told), regia di Larry Elikann – film TV (1997)
- Giudice Amy (Judging Amy) – serie TV, 8 episodi (1999-2000)
- Listen Up! – serie TV, 22 episodi (2004-2005)
- Ghost Whisperer - Presenze – serie TV, episodio 2x05 (2006)
- Dr. House - Medical Division (House, M.D.) - serie TV, episodio 3x13 (2007)
- CSI - Scena del crimine (CSI: Crime Scene Investigation) – serie TV, episodio 7x21 (2007)
- Chuck – serie TV, episodio 1x01 (2007)
- Law & Order - Unità vittime speciali (Law & Order: Special Victims Unit) – serie TV, episodio 10x14 (2008)
- Desperate Housewives – serie TV, episodio 5x22 (2009)
- Senza traccia (Without a Trace) – serie TV, episodio 7x23 (2009)
- Numb3rs – serie TV, episodi 6x07 - 6x15 (2009-2010)
- The Bling Ring, regia di Michael Lembeck – film TV (2011)
- NCIS - Unità anticrimine (NCIS) – serie TV, 4 episodi (2011-2014)
- The Mob Doctor – serie TV, 13 episodi (2012-2013)
- Alpha House – serie TV, 2 episodi (2014)
- Rizzoli & Isles – serie TV, episodio 6x01 (2015)
- Bull – serie TV, episodio 3x15 (2019)

## Doppiatrici italiane
Nelle versioni in italiano delle opere in cui ha recitato, Wendy Makkena è stata doppiata da:
- Alessandra Korompay in Sister Act 2 - Più svitata che mai, Dr. House - Medical Division, Bull
- Chiara Colizzi in Sister Act - Una svitata in abito da suora
- Silvia Tognoloni in Vacanze a modo nostro
- Pinella Dragani in Air Bud - Campione a quattro zampe
- Chiara Salerno in State of Play
- Isabella Pasanisi in The Mob Doctor
- Tiziana Avarista in Desperate Housewives